# Mount Bubier
Mount Bubier är ett berg i Antarktis. Det ligger i Västantarktis. Inget land gör anspråk på området.
Terrängen runt Mount Bubier är varierad. Havet är nära Mount Bubier åt nordväst. Trakten är obefolkad. Det finns inga samhällen i närheten.